# Le Lavandou
Le Lavandou is een kustgemeente in het Franse departement Var (regio Provence-Alpes-Côte d'Azur) en telt 5449 inwoners (1999). De plaats maakt deel uit van het arrondissement Toulon.

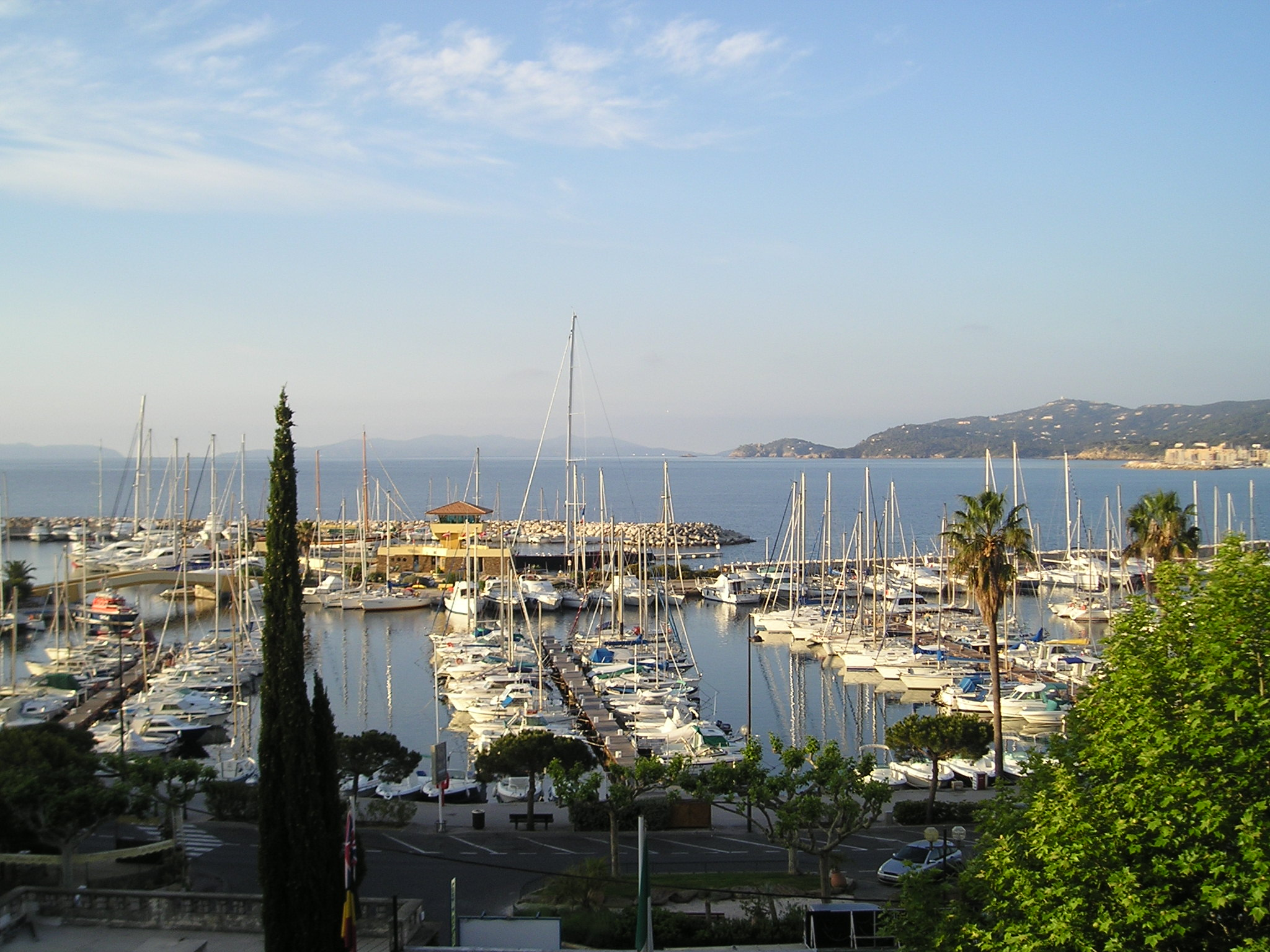
Haven van Le Lavandou

## Geografie
De oppervlakte van Le Lavandou bedraagt 29,6 km², de bevolkingsdichtheid is 184,1 inwoners per km².
De onderstaande kaart toont de ligging van Le Lavandou met de belangrijkste infrastructuur en aangrenzende gemeenten.

## Samenstelling van de gemeente
De gemeente Le Lavandou telt 6 dorpen:
- Le Lavandou
- Saint Clair
- La Fossette
- Aiguebelle
- Cavaliere
- Pramousquier

## Stedenbanden
Kronberg (Duitsland) sinds 1973

## Stranden

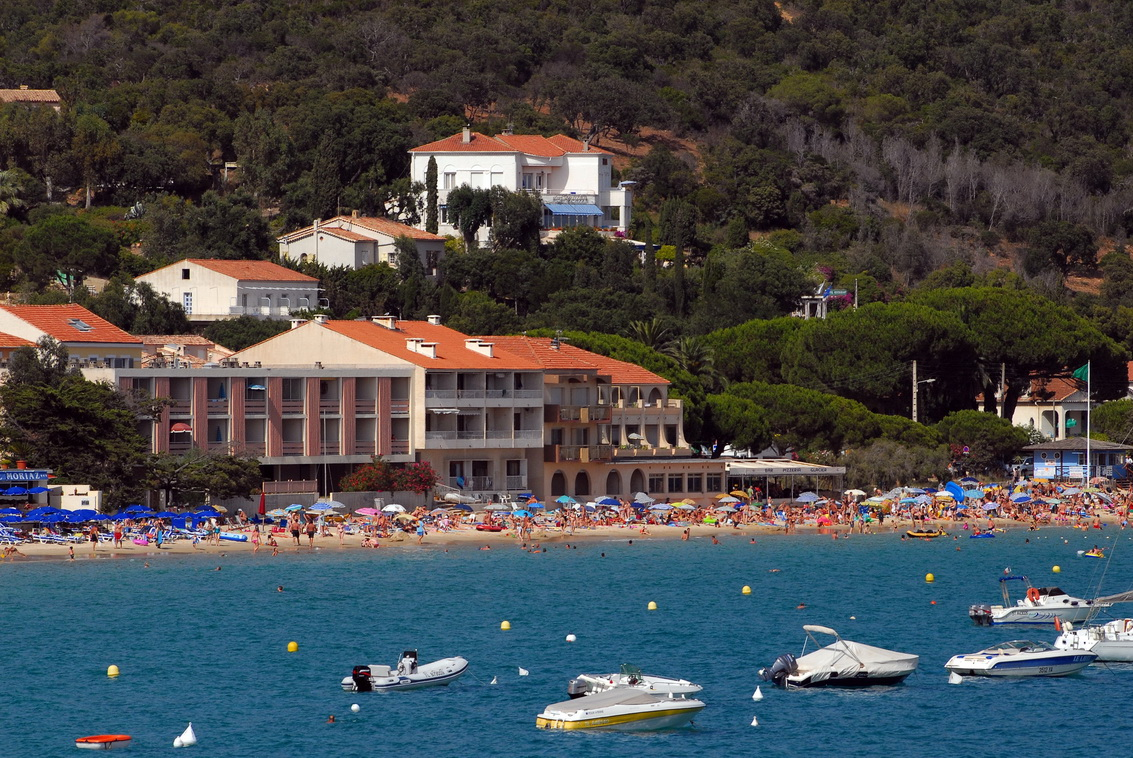
Strand Cavaliere

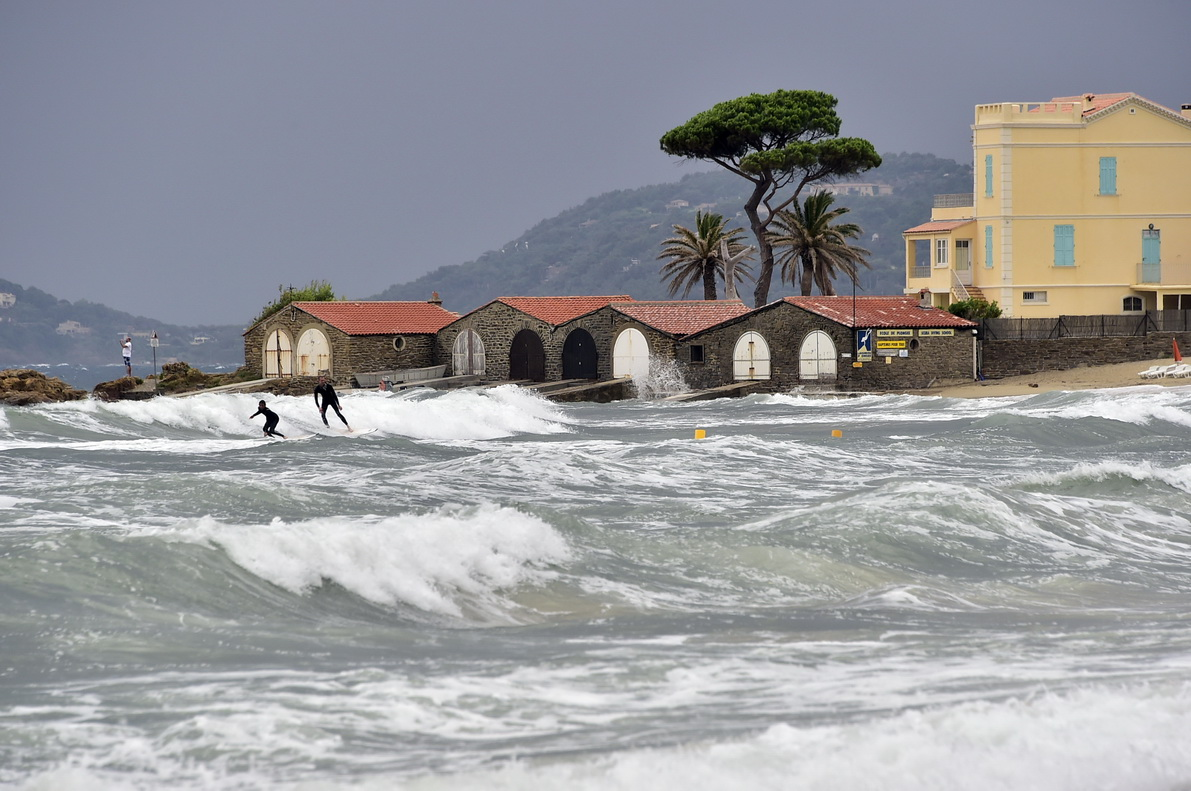
Strand Saint-Clair

- L'Anglade
- La Grande Plage du Lavandou
- Saint-Clair
- La Fossette
- Aiguebelle
- l'Eléphant
- Jean Blanc
- Rossignol
- Le Layet
- Cavalière
- Cap Nègre
- Pramousquier

## Demografie
Onderstaande figuur toont het verloop van het inwonertal (bron: INSEE-tellingen).